# Hallwil
Hallwil (gsw.  Haubu) – gmina (Einwohnergemeinde) w Szwajcarii, w kantonie Argowia, w okręgu Lenzburg. Liczy 949 mieszkańców (31 grudnia 2020).